# 神聖糞金龜
神聖糞金龜（学名：Scarabaeus sacer）是位於地中海盆地的糞金龜的一種。

## 生物分類

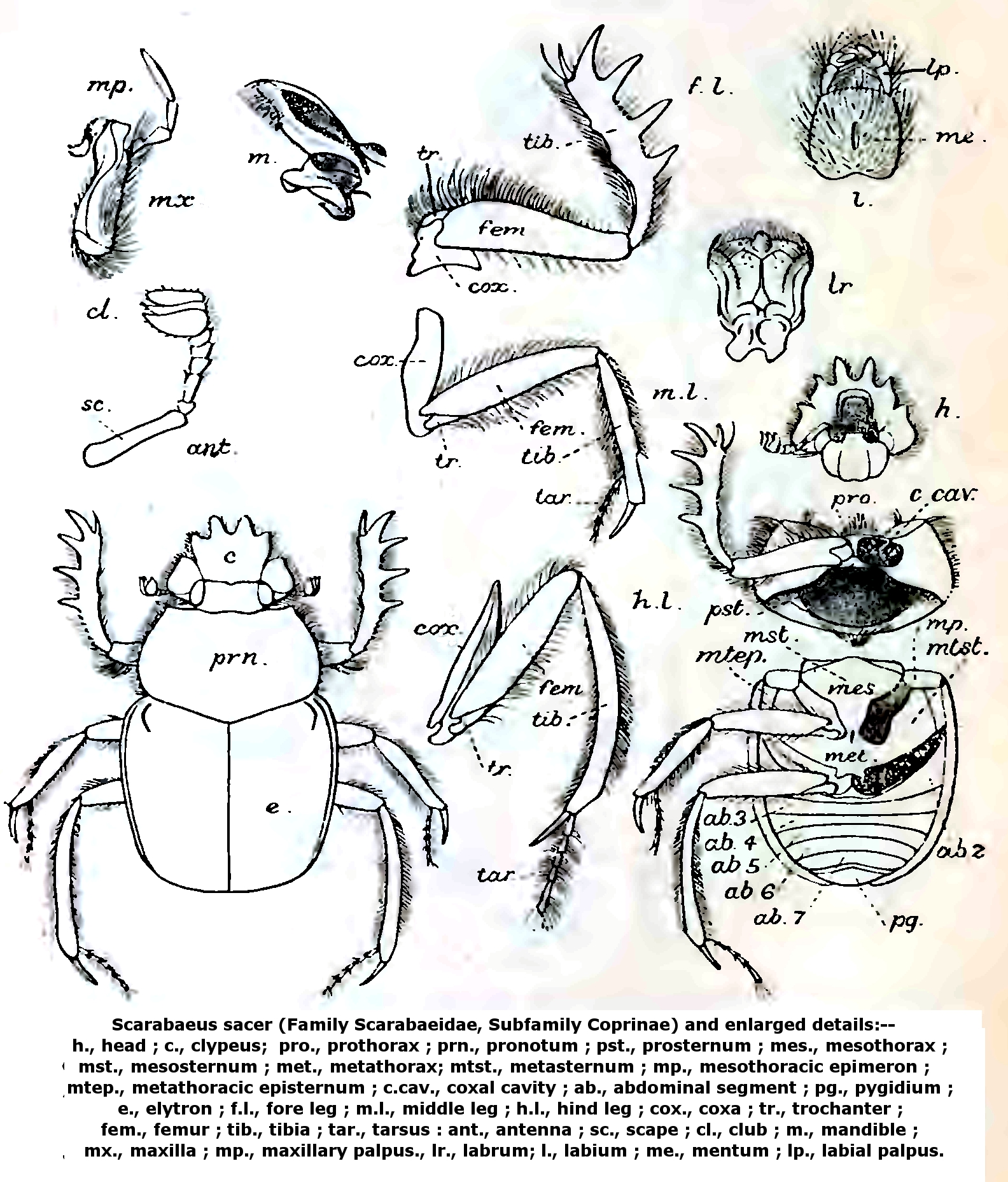
神聖糞金龜的研究圖

神聖糞金龜最早由卡爾·林奈於1758年在他所撰寫的《自然系統第十版》上被描述，這一版本的《自然系統》標誌了動物命名法規走向系統化的開始。神聖糞金龜為糞金龜屬的模式種，然而在1810年法國動物學家皮埃尔·安德烈·拉特雷耶時神聖糞金龜被分類至Ateuchus之下，引發了一些爭論。這項爭論於2014年由國際動物命名法委員會得到結論，承認接受腓特烈·威廉·赫波於1837年提出的學名S. sacer。

## 描述
神聖糞金龜的頭部具6枚明顯外緣齒，前足脛節上也具有4枚齒突，可以用來挖掘泥土或是切割糞便。
和其他糞金龜屬的成員一樣，神聖糞金龜前足跗節已經退化為痕跡器官，僅殘留部份協助挖掘的爪狀構造。中、後兩對足則仍然為完整的5節。
身長可達3公分。

## 棲息地區與環境
神聖糞金龜生活在地中海盆地的海岸沙丘與河流濕地，橫跨北非、南歐與一部份的亞洲（包含阿富汗、科西嘉島、賽普勒斯、衣索比亞、法國、伊朗、以色列、義大利、摩洛哥、薩丁尼亞島、西西里島、蘇丹共和國以及敘利亞）。

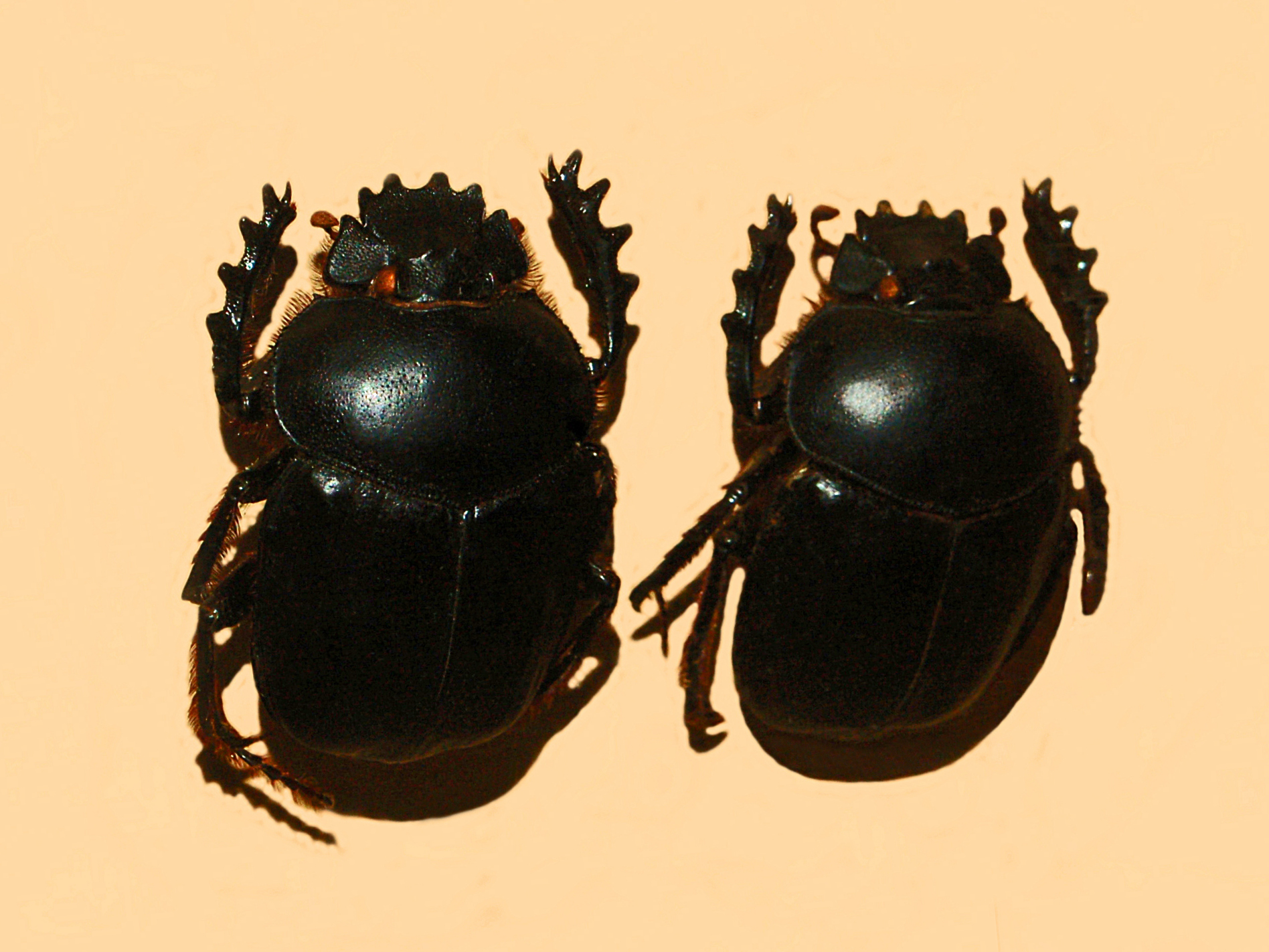
Scarabaeus sacer的標本

## 生命週期與習性

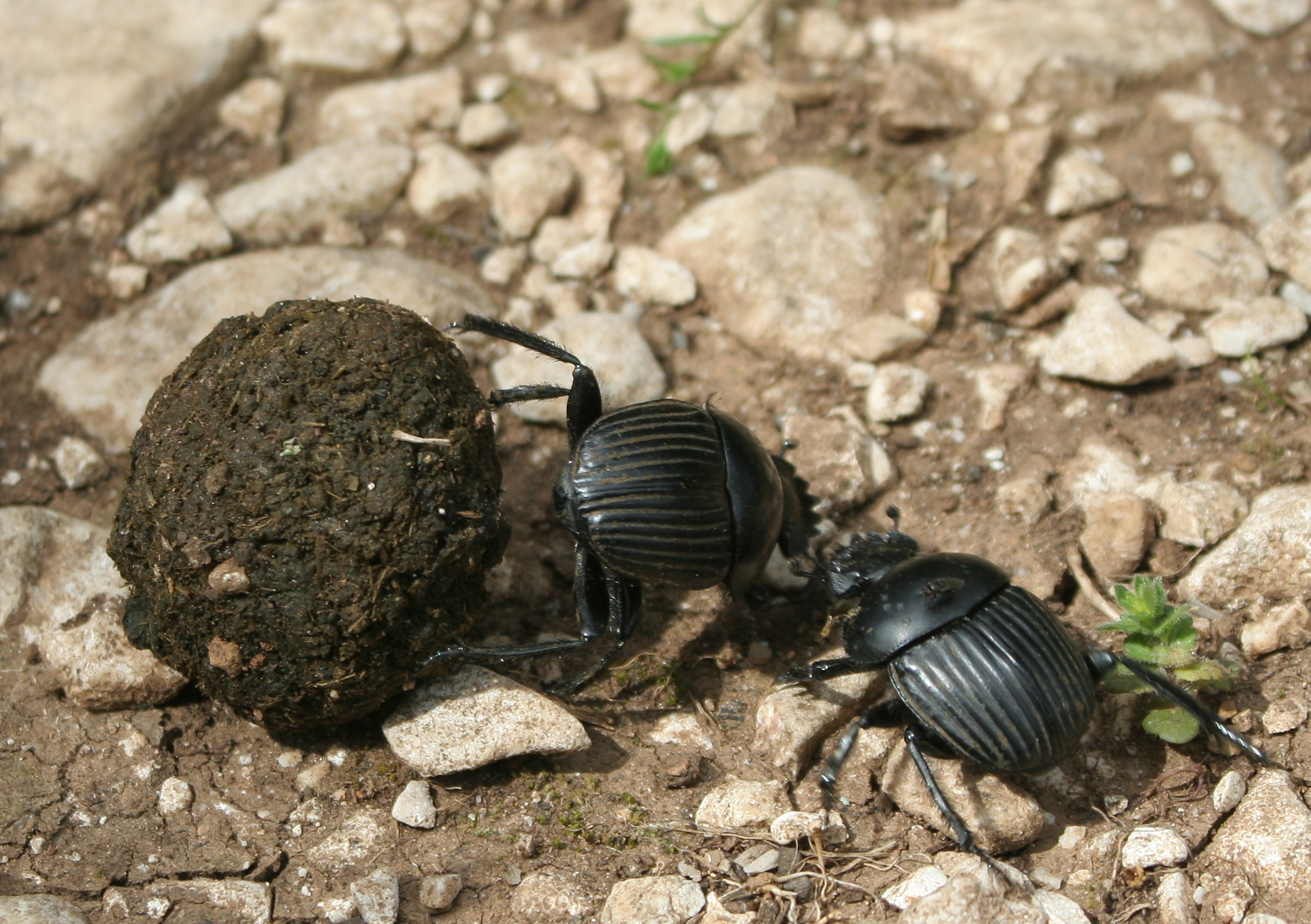
和Scarabaeus laticollis爭奪糞球的神聖糞金龜

在所有的食糞甲蟲中，神聖糞金龜是少數會將糞便收集成球狀的物種。牠們會將糞球推至理想的地點，並且挖掘出一個巢室將糞球藏入其中。神聖糞金龜會花上數天在巢室中慢慢啃食糞球。
當雌性糞金龜進入繁殖期時，她會挑選合適的糞球，並且與雄性糞金龜一同協力將糞球推至目標地點，在該地點挖掘出更大的巢室作為孵化所。在巢室中雌性糞金龜會將糞球雕琢成西洋梨形並且於窄端產下一顆卵，產完卵的雌性糞金龜就會離開巢室。雌性糞金龜平均一生最多可以孵育出6隻後代。在糞球中的幼蟲會在孵化後開始啃食糞球。

## 與人類的關係

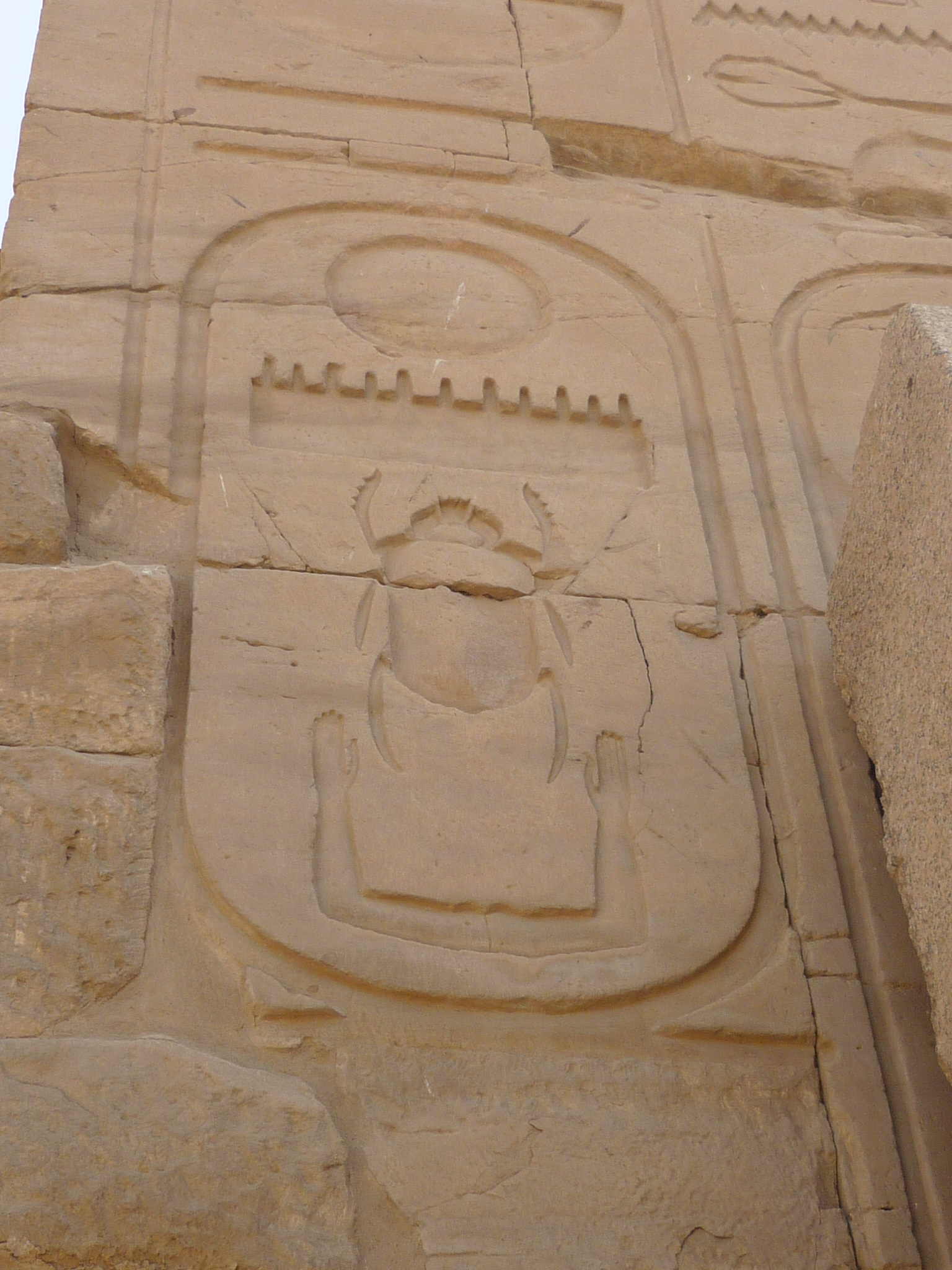
卡奈克神廟中代表圖特摩斯三世的浮雕象形繭。

神聖糞金龜為最被人知曉的金龜子之一。在古埃及，神聖糞金龜被視為是凱布利的象徵，被視為是被當做拉早晨的化身，凱布利將太陽推上天空就如同糞金龜推動糞球，也因此神聖糞金龜對於古埃及人來說是十分神聖的動物。
古埃及人也發現新生的糞金龜會從糞球中爬出，因此誤認雄性糞金龜擁有將精子注入糞球即可繁殖後代的能力，無須雌性糞金龜的參與。也因此古埃及人所描繪獨自生產出大氣神舒和濕氣女神泰芙努特的亞圖姆，有時也具有聖甲蟲的外型。
神聖糞金龜是最早引起威廉·沙普·馬克萊興趣的昆蟲，進而使得他踏上昆蟲學研究之路。

## 外部連結
- 维基共享资源上的相關多媒體資源：Scarabaeus sacer